# Choulex
Choulex es una comuna suiza del cantón de Ginebra. Limita al norte con las comunas de Collonge-Bellerive y Meinier, al este con Presinge, al sur con Puplinge y Thônex, y al oeste con Vandœuvres y Cologny.